# Irene Grandi

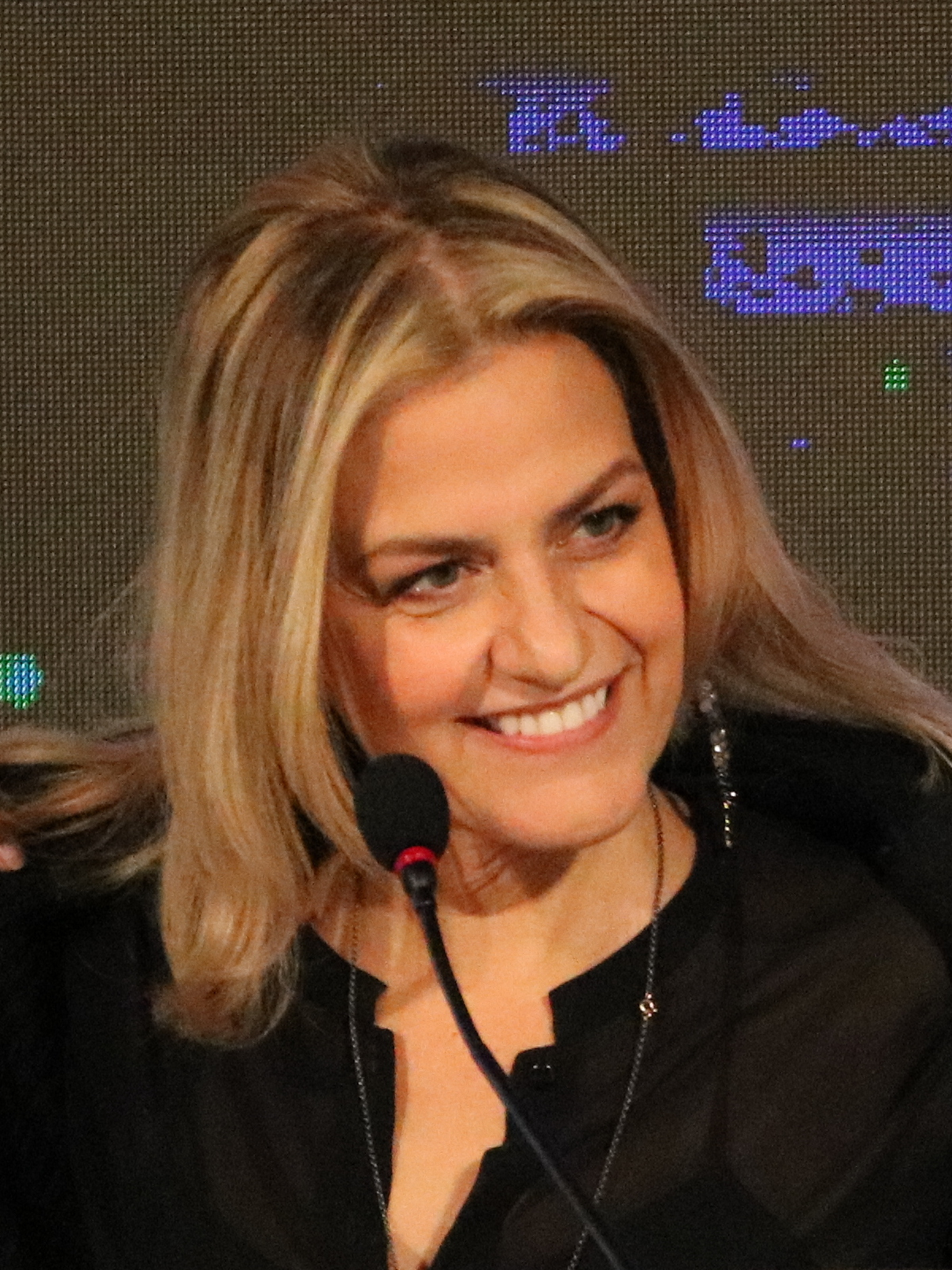
Irene Grandi (2020)

Irene Grandi (* 6. Dezember 1969 in Florenz) ist eine italienische Popsängerin und Songwriterin. Sie hatte 1994 ihren Durchbruch beim Sanremo-Festival. Gelegentlich trat sie auch als Filmschauspielerin und Fernsehmoderatorin in Erscheinung.

## Karriere
Seit den späten 1980er-Jahren war Irene Grandi in der lokalen Musikszene von Florenz aktiv. Zwischen 1988 und 1990 war sie in der Band Goppions tätig, dann bei La Forma und Le Matte in Traferta. Nach der Begegnung mit dem Songwriter Lorenzo Ternelli begann sie, an einer Solokarriere zu arbeiten. Sie konnte den Produzenten Dado Parisini auf sich aufmerksam machen, der ihr einen Plattenvertrag beim Label CGD vermittelte. 1993 nahm sie an der Vorauswahl für die Newcomer-Kategorie des Sanremo-Festivals teil und konnte so 1994 in Sanremo auf nationaler Ebene mit dem Lied Fuori debütieren (die Kategorie gewann Andrea Bocelli, Grandi erreichte den vierten Platz). Wenig später erschien ihr erstes Album Irene Grandi, darauf auch Lieder von Eros Ramazzotti und Jovanotti. Es erreichte die Top 10 der Charts und auch die folgende Tournee mit Paolo Vallesi war ein Erfolg. In Deutschland gelang Grandi 1994 ein kleiner Erfolg mit dem Titel Weil Du anders bist (Così diversi noi), einem Duett mit Klaus Lage.
Das zweite Album In vacanza da una vita erschien 1995 und konnte an den Erfolg des Vorgängers anknüpfen. Lieder wie Dolcissimo amore, Bum Bum, In vacanza da una vita oder Bambine cattive waren beim Publikum sehr populär. Grandi begleitete Pino Daniele auf Tournee und nahm mit ihm das Duett Se mi vuoi auf. Im Jahr darauf spielte sie ihre erste Filmrolle in Il Barbiere di Rio von Giovanni Veronesi und nahm mit Fai come me auch den Titelsong dazu auf. Das Lied fand Eingang in ihr drittes Album Per fortuna purtroppo, das 1997 erschien. 1998 veröffentlichte die Sängerin eine Kompilation für den spanischsprachigen Markt und versuchte sich im Theater, im Jahr darauf nahm sie mit einem neuen Produktionsteam das vierte Album Verderossoeblu auf. Mit dem von Vasco Rossi und Gaetano Curreri (Stadio) geschriebenen Lied La tua ragazza sempre kehrte sie 2000 zum Sanremo-Festival zurück und konnte in der Hauptkategorie den zweiten Platz erreichen.
Nach dem Sanremo-Erfolg erschien 2001 die erste Kompilation der Sängerin, Irek. 2003 war das nächste Studioalbum Prima di partire an der Reihe, auf dem Grandi auch die Zusammenarbeit mit Vasco Rossi fortsetzte, dessen Konzert in San Siro sie in diesem Jahr auch eröffnete. 2004 war sie Moderatorin des Musikwettbewerbs Festivalbar. Es folgten das Album Indelebile (2005) und die Kompilation irenegrandi.hits (2007), auf der das von Francesco Bianconi (Baustelle) geschriebene Lied Bruci la città enthalten war, das Platz zwei der Charts erreichte und in Italien ein Sommerhit wurde. Nach einem Weihnachtsalbum 2008 kehrte die Sängerin 2010 nach Sanremo zurück, erreichte dort mit dem wieder von Bianconi geschriebenen La cometa di Halley nur den achten Platz. Im Anschluss erschien das Album Alle porte del sogno.
2012 nahm Grandi mit dem befreundeten Jazzpianisten Stefano Bollani ein gemeinsames Album auf. Die Zusammenarbeit mit Bollani umfasste auch eine gemeinsame Tournee sowie seine Beteiligung an ihrem nächsten Album Un vento senza nome, das 2015 nach einer erneuten Sanremo-Teilnahme mit dem gleichnamigen Lied erschien. Mit Finalmente io erreichte sie beim Sanremo-Festival 2020 den neunten Platz.

## Diskografie

### Alben
| Jahr | Titel Musiklabel                                | Höchstplatzierung, Gesamtwochen, AuszeichnungChartsChartplatzierungen (Jahr, Titel, Musiklabel, Platzierungen, Wochen, Auszeichnungen, Anmerkungen) | Anmerkungen                                                |
| Jahr | Titel Musiklabel                                | IT | Anmerkungen                                                |
| ---- | ----------------------------------------------- | --- | ---------------------------------------------------------- |
| 1994 | Irene Grandi CGD                                | IT9 (18 Wo.)IT |                                                            |
| 1995 | In vacanza da una vita CGD                      | IT5 (40 Wo.)IT |                                                            |
| 1997 | Per fortuna purtroppo CGD East West             | IT3 (14 Wo.)IT | Erstveröffentlichung: 22. September 1997                   |
| 1999 | Verderossoeblu CGD East West                    | IT25 (4 Wo.)IT | Erstveröffentlichung: 25. Oktober 1999                     |
| 2000 | Verderossoeblu (edizione Sanremo) CGD East West | IT7 (28 Wo.)IT |                                                            |
| 2001 | Irek CGD East West                              | IT8 (23 Wo.)IT | Kompilation                                                |
| 2003 | Prima di partire CGD East West / Warner         | IT8 (24 Wo.)IT | Erstveröffentlichung: 23. Mai 2003                         |
| 2005 | Indelebile Atlantic/Warner                      | IT11 (17 Wo.)IT | Erstveröffentlichung: 20. Mai 2005                         |
| 2007 | irenegrandi.hits Atlantic/Warner                | IT4 (54 Wo.)IT | Erstveröffentlichung: 11. Mai 2007 Kompilation             |
| 2008 | Canzoni per Natale Atlantic/Warner              | IT2 (8 Wo.)IT | Erstveröffentlichung: 28. November 2008 Weihnachtsalbum    |
| 2010 | Alle porte del sogno Atlantic/Warner            | IT16 (33 Wo.)IT |                                                            |
| 2012 | Grandi & Bollani Carosello                      | IT5 (11 Wo.)IT | Erstveröffentlichung: 23. Oktober 2012 mit Stefano Bollani |
| 2015 | Un vento senza nome Sony                        | IT25 (6 Wo.)IT | Erstveröffentlichung: 12. Februar 2015                     |
| 2019 | Grandissimo Artist First                        | IT19 (4 Wo.)IT | Erstveröffentlichung: 31. Mai 2019                         |

Weitere Alben
- 2002: Kose da Grandi (EP)

### Singles
| Jahr | Titel Album                                            | Höchstplatzierung, Gesamtwochen, AuszeichnungChartplatzierungen (Jahr, Titel, Album, Platzierungen, Wochen, Auszeichnungen, Anmerkungen) | Höchstplatzierung, Gesamtwochen, AuszeichnungChartplatzierungen (Jahr, Titel, Album, Platzierungen, Wochen, Auszeichnungen, Anmerkungen) | Anmerkungen                                                                               |
| Jahr | Titel Album                                            | IT | DE | Anmerkungen                                                                               |
| ---- | ------------------------------------------------------ | --- | --- | ----------------------------------------------------------------------------------------- |
| 1994 | Fuori Irene Grandi                                     | IT17 (2 Wo.)IT | — |                                                                                           |
| 1994 | Weil du anders bist (Così diversi noi) Katz & Maus     | — | DE79 (2 Wo.)DE | mit Klaus Lage                                                                            |
| 1996 | Fai come me Per fortuna purtroppo                      | IT19 (2 Wo.)IT | — |                                                                                           |
| 2000 | La tua ragazza sempre Verderossoeblu                   | IT4 (12 Wo.)IT | — |                                                                                           |
| 2001 | Per fare l’amore Irek                                  | IT22 (10 Wo.)IT | — |                                                                                           |
| 2003 | Prima di partire per un lungo viaggio Prima di partire | IT8 (18 Wo.)IT | — |                                                                                           |
| 2003 | Buon compleanno Prima di partire                       | IT19 (13 Wo.)IT | — |                                                                                           |
| 2005 | Lasciala andare Indelebile                             | IT7 (17 Wo.)IT | — |                                                                                           |
| 2007 | Bruci la città irenegrandi.hits                        | IT2 (22 Wo.)IT | — |                                                                                           |
| 2008 | Sono come tu mi vuoi irenegrandi.hits                  | IT9 (9 Wo.)IT | — |                                                                                           |
| 2008 | Bianco Natale Canzoni per Natale                       | IT9 (4 Wo.)IT | — |                                                                                           |
| 2008 | Oh Happy Day Canzoni per Natale                        | IT31 (3 Wo.)IT | — |                                                                                           |
| 2010 | La cometa di Halley Alle porte del sogno               | IT7 Gold · (15 Wo.)IT | — | Verkäufe: + 15.000                                                                        |
| 2010 | Alle porte del sogno                                   | IT20 (20 Wo.)IT | — |                                                                                           |
| 2010 | Figli delle stelle Figli delle stelle (OST)            | IT48 (1 Wo.)IT | — |                                                                                           |
| 2015 | Un vento senza nome                                    | IT28 (4 Wo.)IT | — |                                                                                           |
| 2015 | La signora del quinto piano # 1522 –                   | IT64 (1 Wo.)IT | — | Erstveröffentlichung: 29. Mai 2015 mit Carmen Consoli, Elisa, Emma, Nada & Gianna Nannini |
| 2020 | Finalmente io Grandissimo (Deluxe Version)             | IT36 (1 Wo.)IT | — | Erstveröffentlichung: 5. Februar 2020                                                     |

### Gastbeiträge
| Jahr | Titel Album                                          | Höchstplatzierung, Gesamtwochen, AuszeichnungChartplatzierungen (Jahr, Titel, Album, Platzierungen, Wochen, Auszeichnungen, Anmerkungen) | Höchstplatzierung, Gesamtwochen, AuszeichnungChartplatzierungen (Jahr, Titel, Album, Platzierungen, Wochen, Auszeichnungen, Anmerkungen) | Anmerkungen                                         |
| Jahr | Titel Album                                          | IT | DE | Anmerkungen                                         |
| ---- | ---------------------------------------------------- | --- | --- | --------------------------------------------------- |
| 2015 | Se mi vuoi Non calpestare i fiori nel deserto (1995) | IT22 Gold · (1 Wo.)IT | — | Verkäufe: + 50.000; Pino Daniele feat. Irene Grandi |

## Filmografie
- 1996: Il Barbiere di Rio
- 1998: A casa di Irma
- 2003: L’apetta Giulia e la signora Vita (Stimme)